# Acartia ohtsukai
Acartia ohtsukai is een eenoogkreeftjessoort uit de familie van de Acartiidae. De wetenschappelijke naam van de soort is voor het eerst geldig gepubliceerd in 2006 door Ueda & Bucklin.